# السوسي
السوسي أحد قراء القران الكريم، اسمه أبو شعيب صالح بن زياد بن عبد الله بن إسماعيل بن إبراهيم بن الجارود بن مسرح الرستبي السوسي الرقي، الإمام المقرئ المحدث وشيخ الرقة،  جود السوسي القرآن الكريم على يدي يحيى اليزيدي، وأحكم عليه الحرف ومنه أخذ القرائه أبو عمرو البصري أحد القراء السبعة، وسمع سفيان بن عيينة وعبد الله بن نمير وأسباط بن محمد وجماعة من علماء الحديث والفقة والنحو، توفي السوسي في الرقة في بلاد الشام (في سوريا تحديداً)، أول سنة 261 هـ وقد قارب التسعين.
قرأ على يديه القران الكريم:
- موسى بن جرير النحوي.
- محمد بن سعيد الحراني.
- أحمد بن شعيب النسائي.
- موسى بن جمهور.
- محمد بن إسماعيل القرشي.
- أبو الحارث الطرسوسي.
- جعفر بن سليمان الخراساني

## انظر أيضُا
- رواية السوسي عن أبي عمرو